# H.C. Henneberg
Hans Christian Henneberg (7. oktober 1826 i København – 9. maj 1893 sammesteds) var en dansk xylograf og fotograf.
H.C. Henneberg var søn af vinkyper og arbejdsmand, senere spækhøker Svend Hinneberg og Magdalene Hansdatter (Ernst). Han kom som ganske ung 5 år i lære på Andreas Flinchs xylografiske værksted, hvor det nære samarbejde med J.Th. Lundbye, Lorenz Frølich og P.C. Skovgaard fik betydning for ham. Han gik samtidig på Kunstakademiet med afbrydelser mellem 1840 og 1853. Henneberg rejste 1846 til Dresden og kom ved Frølichs hjælp ind på den ansete xylograf Hugo Bürkners værksted, hvor han bl.a. arbejdede for Ludwig Richter og Schnorr von Carolsfeld. Efter et ophold i München vendte han hjem 1848, var atter en tid hos Flinch, men gik derefter året efter over til at arbejde hos det nyoprettede firma Kittendorff & Aagaard. Han udstillede 10 gange på Charlottenborg Forårsudstilling i årene 1841-44, 1847-49, 1851, 1862 og 1879.
Henneberg stiftede 1862 (muligvis allerede 1858) sit eget firma og atelier i Gothersgade 30, Henneberg og Rosenstand, Atelier for Photografi og Xylographi, sammen med J.F. Rosenstand, men dette varede kun til 1865, hvorefter Henneberg var eneindehaver indtil 1868. Efter 1866 beskæftigede Henneberg primært med fotografisk virksomhed, særligt med tegningens overførsel til træklodsen ad fotografisk vej. Han er repræsenteret i Kobberstiksamlingen.
Henneberg er begravet på Vestre Kirkegård.